# Karl Friedrich Naumann
Pour les articles homonymes, voir Naumann.
Karl Friedrich Naumann (30 mai 1797-26 novembre 1873) est un géologue saxon.

## Biographie
Il naît à Dresde, fils du musicien et compositeur Johann Gottlieb Naumann (1741-1801). Il étudie à l’École des mines de Freiberg sous la direction d'Abraham Gottlob Werner (1749 ou 1750-1817), puis à Leipzig et Iéna. En 1821 et 1822 il voyage en Norvège et ses observations et ses publications sur la cristallographie, la minéralogie et la géologie de ce pays établissent sa réputation.
De 1823 à 1824 il enseigne à Iéna puis Leipzig. En 1826 il devient professeur de cristallographie à Freiberg, en 1835 professeur de géologie et en 1842 professeur de géologie et de minéralogie à Leipzig. À Freiberg il commence à préparer une carte géologique de la Saxe qu'il publie en 1846 avec l'aide de Bernhard von Cotta. Il reçoit la médaille Wollaston en 1868.
Un cratère sur la Lune porte son nom.

## Publications
- Beitrage zur Kenntniss Norwegens (2 volumes, 1824)
- Lehrbuch der Mineralogie (1828)
- Lehrbuch der reinen und ange wandten Krystallographie (2 volumes, 1830)
- Elemente dn Mineralogie (1846, 10e édition 1877)
- Lehrbuch der Geognosie (2 volumes, 1849-1854, 2e édition 1858-1872).
- Elemente der Mineralogie , W. Engelmann (Leipzig), 1871, Texte en ligne disponible sur LillOnum